# 紀之川河口大橋
紀之川河口大橋（日语：／）是日本和歌山縣和歌山市的一座公路桥梁，跨越紀之川河口，全长521.3米，承载和歌山県道148号和歌山港北島線，1992年1月31日通车。